# Areias (Santo Tirso)
Areias ist ein Ort und eine ehemalige Gemeinde (Freguesia) im Norden Portugals.
Areias gehört zum Kreis Santo Tirso im Distrikt Porto. Die Gemeinde hatte eine Fläche von 2,7 km² und 2447 Einwohner (Stand 30. Juni 2011).
Am 29. September 2013 wurden die Gemeinden Areias, Sequeiró, Lama und Palmeira zur neuen Gemeinde União das Freguesias de Areias, Sequeiró, Lama e Palmeira zusammengeschlossen. Areias ist Sitz dieser neu gebildeten Gemeinde.